# Sylwia Matuszczyk
Sylwia Matuszczyk (ur. 11 czerwca 1992 w Żorach) – polska piłkarka ręczna, obrotowa, od 2020 roku zawodniczka JKS Jarosław.
Wychowanka MTS-u Żory. Z AZS-em Koszalin, którego zawodniczką była w latach 2011–2015, zdobyła brązowy medal mistrzostw Polski (2013). W barwach koszalińskiego klubu rzuciła 47 bramek w Challenge Cup i osiem w Pucharze EHF. W sezonie 2015/2016 występowała w Starcie Elbląg. W 2016 przeszła do MKS-u Lublin, a w 2020 związała się z JKS Jarosław.
W 2010 wraz z reprezentacją Polski juniorek uczestniczyła w otwartych mistrzostwach Europy U-18 w Szwecji. W 2011 wystąpiła w mistrzostwach Europy U-19 w Holandii, podczas których zdobyła 20 bramek w siedmiu meczach. W 2012 wzięła udział w mistrzostwach świata U-20 w Czechach, w których rzuciła 24 gole.
W reprezentacji Polski seniorek zadebiutowała 26 marca 2014 w wygranym meczu eliminacji do mistrzostw Europy z Portugalią (24:17), w którym zdobyła dwie bramki. Reprezentowała Polskę na mistrzostwach Europy w 2018, mistrzostwach świata w 2021 i mistrzostwach Europy w 2022.
| Sezon   | Klub         | Klub            | Liga    | Liga    | Europa  | Europa  | Suma  | Suma   |
| Sezon   | Klub         | Klub            | Mecze   | Bramki  | Mecze   | Bramki  | Mecze | Bramki |
| ------- | ------------ | --------------- | ------- | ------- | ------- | ------- | ----- | ------ |
| 2013/14 | AZS Koszalin | PGNiG Superliga | 19      | 89      | 2       | 8       | 21    | 97     |
| 2014/15 | AZS Koszalin | PGNiG Superliga | 27      | 86      | 2       | 9       | 29    | 95     |
| 2015/16 | Start Elbląg | PGNiG Superliga | 21      | 42      | 6       | 10      | 27    | 52     |
| 2016/17 | MKS Lublin   | PGNiG Superliga | 32      | 38      | 3       | 5       | 35    | 43     |
| 2017/18 | MKS Lublin   | PGNiG Superliga | 26      | 49      | 10      | 12      | 36    | 61     |
| 2018/19 | MKS Lublin   | PGNiG Superliga | 10      | 41      | 4       | 4       | 14    | 45     |
| Ogólnie | Ogólnie      | Ogólnie         | Ogólnie | Ogólnie | Ogólnie | Ogólnie | 162   | 393    |